# Haemoo
Haemoo é um filme de drama sul-coreano de 2014 dirigido e escrito por Shim Sung-bo. Foi selecionado como representante da Coreia do Sul à edição do Oscar 2015, organizada pela Academia de Artes e Ciências Cinematográficas.

## Elenco
- Kim Yoon-seok - Captain Cheol-joo
- Park Yoo-chun - Dong-sik
- Lee Hee-joon - Chang-wook
- Moon Sung-keun - Wan-ho
- Kim Sang-ho - Boatswain Ho-young
- Yoo Seung-mok - Kyung-gu
- Han Ye-ri - Hong-mae
- Jung In-gi - Oh-nam
- Kim Young-woong - Gil-soo
- Ye Soo-jung - Avó de Dong-sik